# Хант, Джеффри
Джеффри Хант — австралийский бегун на длинные дистанции, который специализируется в марафоне. На олимпийских играх 2012 года занял 63-е место в марафоне с результатом 2:22.59. Не смог закончить дистанцию на чемпионате мира 2011 года. Занял 99-е место на чемпионате мира по кроссу 2010 года. Чемпион Океании 2010 года в беге на 5000 метров.
Личный рекорд в марафоне — 2:11.00.